# Vernet-la-Varenne
Vernet-la-Varenne è un comune francese di 807 abitanti situato nel dipartimento del Puy-de-Dôme nella regione dell'Alvernia-Rodano-Alpi.

## Società

### Evoluzione demografica
Abitanti censiti